# رود موزات
رود موزات (اویغوری: مۇزات دهریاسی) رودی است که از سمت چپ به رود تاریم می‌ریزد. این رود در استان آق‌سو در منطقه خودمختار سین‌کیانگ در جمهوری خلق چین جاری است.
یکی از منابع اوایل سده بیستم از این رود با نام فارسی شاه‌یاردریا یاد می‌کند.
رودخانه موزارت از یخچال طبیعی موزارت (木扎尔特冰川) در کوه‌های تیان شان، نه چندان دور از قله خان تنگری، شروع می‌شود و از طریق شهرستان بای به سمت جنوب شرقی و شرق در میان رشته اصلی تیان جریان دارد. کوه‌های شان و کوه‌های قُلتاق (却勒塔格山). اکثر جمعیت شهرستان بای در دره‌ای زندگی می‌کنند که توسط همین رودخانه آبیاری می‌شود.
با حرکت رودخانه به سمت شرق، به طرف کوچا، از رشته کوه قلتاق در دره‌ای شیب‌دار عبور می‌کند. در دیواره شمالی دره، ۲۳۰ غار حک شده‌اند که محوطه باستان‌شناسی غارهای قیزیل را تشکیل می‌دهند.
این رودخانه در ۴۱°۴۴′۴۵″N 82°۲۶′۴۰″E، کمی قبل از محوطه قیزیل، مسدود شده‌است و دریاچه‌ای وسیع و مصنوعی به نام مخزن قیزیل (به چینی سنتی: 克孜爾水庫‎;، به چینی ساده شده: 克孜尔水库; پین‌یین:Kèzī'ěr shuǐkù) را تشکیل می‌دهد. این مخزن با مساحت ۵۰ هزار متر مربع به عنوان «بزرگ‌ترین استخر شنا» در جنوب سین‌کیانگ توصیف شده‌است. با این حال، ساخت آن ممکن است امکان عملیات اکتشافی باستان‌شناسی را در این منطقه از بین برده باشد.
رودخانه دورتر به سمت شرق، وارد دشت گسترده‌ای می‌شود که بیشترین مقدار آب آن توسط کانال‌های آبیاری به سمت کوچا، توقسو و شایار برای حمایت از کشاورزی منطقه هدایت می‌شود. از نظر تئوری، رودخانه موزارت شاخه‌ای فرعی از رودخانه تاریم به‌شمار می‌آید، اما در عمل آب آن تنها در فصل سیلاب‌های بهاری-تابستانی به رودخانه تاریم می‌رسد.